# Party for everybody
«Party for Everybody» (Fiesta para todos en español) es una canción del grupo folclórico ruso Buranovskiye Babushki. Fue escogida para representar a Rusia en el Festival de Eurovision 2012 en Bakú, terminando en segundo lugar con 259 puntos.

## Proceso de selección
La canción ganó la preselección rusa para representar a su país en el Festival de Eurovisión, celebrada en Moscú. El resultado surgido proporcionalmente entre el público y el jurado fue de 38.51 puntos, superando al ganador de Eurovisión 2008 Dima Bilan y al miembro de T.A.T.u. Yulia Volkova.

## Eurovisión
El grupo actuó en la primera semifinal el 22 de mayo, consiguiendo la primera plaza con 152 puntos, con lo que se convertiría en la primera representación rusa en ganar una semifinal del festival de Eurovisión. El grupo actuó en sexta posición en la final, y consiguieron 259 puntos y la segunda plaza, solo por detrás de la canción ganadora, "Euphoria", de Loreen de Suecia. Este fue el mejor resultado obtenido por Rusia desde que ganara en 2008.

## Posicionamiento en listas
| Lista (2012)                          | Mejor posición |
| ------------------------------------- | -------------- |
| Austria (Ö3 Austria Top 40)           | 38             |
| Bélgica (Flandes) (Ultratop 50)       | 37             |
| Alemania (Offizielle Deutsche Charts) | 44             |
| Irlanda (IRMA)                        | 61             |
| Rusia (Digital Chart)                 | 1              |
| Suecia (Sverigetopplistan)            | 43             |
| Reino Unido (Official Charts Company) | 159            |